# Serrat de la Barraca
El Serrat de la Barraca és un serrat a cavall dels termes municipals de Castellcir i de Moià, a la comarca del Moianès.

El Serrat de la Barraca, respecte del terme de Castellcir

Està situat a l'extrem nord-oest del terme de Castellcir, i a prop del límit oriental del de Moià, a l'esquerra del Sot del Sastre. El seu extrem nord-oriental arriba a tocar la masia dels Plans del Toll. És al nord-oest de la de les Berengueres i a llevant de la de la Tuta.